# Alfred Hermann Fried
Alfred Hermann Fried (Viena, 11 de novembro de 1864 — Viena, 5 de maio de 1921) foi um pacifista e escritor austríaco.
Tendo lido o livro de Bertha von Suttner Die Waffen nieder! (Abaixo às Armas!) em 1889, ele e Bertha começaram em 1892 a publicar uma revista de mesmo nome, que foi sucedida pela publicação de Die Friedenswarte (A Observação da Paz), onde ele expressou sua filosofia pacifista. Ainda em 1892 foi cofundador da Sociedade Alemã pela Paz (Deutsche Friedensgesellschaft).
Fried foi atuante na defesa do Esperanto, tendo publicado em 1903 Lehrbuch der internationalen Hilfssprache Esperanto (Livro-texto da Língua Auxiliar Internacional Esperanto).
Agraciado com o Nobel da Paz em 1911, Fried foi um dos pais da ideia de uma organização moderna para garantir a paz mundial (concretizada na Liga das Nações e, depois da Segunda Guerra, com as Nações Unidas).

## Obras
- Das Abrüstungs-Problem: Eine Untersuchung. Berlim, Gutman, 1904.
- Abschied von Wien – eLibrary Austria Project (elib Austria etxt)
- The German Emperor and the Peace of the World, with a Preface by Norman Angell. Londres, Hodder & Stoughton, 1912.
- Die Grundlagen des revolutionären Pacifismus. Tübingen, Mohr, 1908. Translated into French by Jean Lagorgette as Les Bases du pacifisme: Le Pacifisme réformiste et le pacifisme «révolutionnaire». Paris, Pedone, 1909.
- Handbuch der Friedensbewegung. (Handbook of the Peace Movement) Wien, Oesterreichischen Friedensgesellschaft, 1905. 2nd ed., Leipzig, Verlag der «Friedens-Warte», 1911.
- «Intellectual Starvation in Germany and Austria», in Nation, 110 (March 20, 1920) 367–368.
- International Cooperation. Newcastle upon Tyne, Richardson [1918].
- Das internationale Leben der Gegenwart. Leipzig, Teubner, 1908.
- «The League of Nations: An Ethical Institution», in Living Age, 306 (August 21, 1920) 440–443.
- Mein Kriegstagebuch. (My War Journal) 4 Bde. Zürich, Rascher, 1918–1920.
- Pan-Amerika. Zürich, Orell-Füssli, 1910.
- The Restoration of Europe, transl. by Lewis Stiles Gannett. New York, Macmillan, 1916.
- Der Weltprotest gegen den versailler Frieden. Leipzig, Verlag der Neue Geist, 1920.
- Die zweite Haager Konferenz: Ihre Arbeiten, ihre Ergebnisse, und ihre Bedeutung. Leipzig, Nachfolger 1908.